# 阿苏阿加
阿苏阿加，是西班牙埃斯特雷马杜拉巴达霍斯省的一个市镇。总面积498平方公里，总人口8465人（2001年），人口密度17人/平方公里。

## 友好城市
- 法國 圣阿夫里克